# 綾州駅
綾州駅（ヌンジュえき）は、大韓民国全羅南道和順郡にある、韓国鉄道公社（KORAIL）慶全線の駅である。

## 駅構造
- 島式ホーム1面2線の地上駅。

## 歴史
- 1930年12月25日 - 普通駅として営業開始[1]。

## 隣の駅
韓国鉄道公社
慶全線
梨陽駅 - 綾州駅 - 和順駅